# Martins Head
Das Martins Head ist eine markante Landspitze im Süden von King George Island im Archipel der Südlichen Shetlandinseln. Sie markiert die Südseite der Einfahrt zur Legru Bay.
Die Benennung geht auf den irisch-britischen Seefahrer Edward Bransfield im Jahr 1820 zurück. Der Namensgeber ist unbekannt.